# Rudi Smidts
Rudolf "Rudi" Smidts (Deurne, 12 de agosto de 1963) é um ex-futebolista belga.

## Carreira
Em clubes, Smidts, conhecido por seus longos cabelos, atuou por Antuérpia, Charleroi, Germinal Ekeren (futuro Germinal Beerschot) e Mechelen.
Encerrou a carreira em 2003, no pequeno Schoten.

## Seleção
Smidts foi convocado 33 vezes para a Seleção Belga. O debut se deu em 1992, e disputou a Copa de 1994, sendo um dos pilares dos Les Diables Rouges no torneio. Deixou de vestir a camisa vermelha em 1997, um ano antes da Copa de 1998.